# Stenjevec
Stenjevec Zágráb városnegyede Horvátországban, a főváros északnyugati részén. A mai városnegyedet Zágráb város 1999. december 14-i statútumával hozták létre.

## Fekvése
Stenjevec Zágráb nyugati részén, a Száva folyótól északra és a Zágráb – Ljubljana vasútvonaltól délre található. Kelet-nyugati irányban Zagrebačka cestatól Škorpikova utcáig terjed. Északon Podsused - Vrapče és Črnomerec városnegyedekkel, keleten Trešnjevka -sjever, délkeleten Trešnjevka - jug, délen a Szávánál Novi Zágráb - zapad városnegyeddel határos. A városrész területe teljesen sík, délen a Száva bal partjára támaszkodva. Itt folynak a Szávába a podsljemei Dubravica, Medpotoki, Vrapčak és Kustošak patakok.
A városnegyed területének kétharmada városiasodott. Keleti része túlnyomórészt lakóingatlan, míg az északnyugati részen a gazdasági jellegű létesítmények dominálnak. Egészen a közelmúltig jellemzően ipari, illetve az utóbbi időben egyre inkább kereskedelmi és szolgáltató létesítmények. A negyed déli része (Stara Loza) a Savska opatovina városrész kivételével, túlnyomórészt lakatlan. Itt mezőgazdasági területek vannak, ahol a Száva-töltés mentén szivattyúállomás és erdő található.
Főbb városrészei: Špansko, Malešnica, Kustošija, Oranice és Stenjevec egy része (a másik része Podsused – Vrapče városnegyedhez tartozik), valamint Savska Opatovina és Jankomir részei.

## Története
Noha Stenjevec egyike azoknak a zágrábi városnegyedeknek, amelyek jelenlegi városi megjelenésüket csak a múlt század második felében kapták, a régészeti leletek alapján úgy tűnik, hogy ez a terület Zágráb részei közül az elsők között volt lakott. Néhány történész még azt is megpróbálta bizonyítani, hogy itt volt az ókorban a híres római Andautonia városa. 
Erről csak akkor mondtak le, amikor a mai Šćitarjevo közelében megtalálták ennek az egykori településnek a maradványait. A régészeti leletek azonban kétségkívül jelzik az emberek ősidők óta tartó jelenlétét a térségben. Többek között római temető maradványait, egy kutat és védőfalakat, valamint egy Decius római császár szobrához tartozó talapzatot. A leletek alapján bizonyos, hogy már a római korban élénk társadalmi élet folyt a térségben. Az akkor hajózható Száván a mai Stenjevec településtől nem messze volt egy folyami kikötő is, amely összekapcsolta ezt a területet a Pannon-síksággal.
A római korszakból származó maradványok többnyire a Stenjevec tér mellett koncentrálódnak, amely a terület régi városmagja. A központi Varaždin téren kívül ez a tér az egyetlen Horvátországban, amely a mai napig megőrizte jellegzetes barokk, tölcsér formájú alakját. 1334-ben a régi templom alapjaira épült a Boldogságos Szűz Mária Mennybemenetelének temploma, amely a téren lévő egyéb épületekkel egyedülálló védett kulturális és műemléki egységet alkot. A templom gótikus fából készült szobra Szűz Mária a baljában a kis Jézussal, a jobbjában jogarral, amelyről a hívek azt tartják, hogy a Száván az uszadékkal ért ide.
1857-ben a mai Stenjevec városrész területén két település volt: Stenjevec 84 lakossal és Špansko 111 lakossal. A terület intenzívebb betelepülésének és fejlődésének első feltételei az 1960-as években teremtődtek meg: 1862-ben megépült a Zágráb - Zidani most vasút, majd egy évvel később megalapították a stenjevaci népiskolát. 1877 és 1879 között Jankomirban meg épült a horvátországi neurológiai betegek legnagyobb kórháza. Fokozatosan egyre több kézműves műhely, üzlet és fogadó nyílt meg. A kerület déli részén gazdálkodó családok éltek, akik kertészkedtek és termékeikkel ellátták Zágráb nyugati részét. A Stenjevec körzet lakossága azonban egészen a múlt század közepéig csak nagyon lassan növekedett. Így 1931-ben Stenjevacban 362, Španskoban pedig 384 ember élt. Stenjevac lakosságának növekedése az 1950-es években kezdődött. A településnek 1961-ben már 3297, 1971-ben pedig 10675 lakosa volt. Špansko népessége az 1960-as években tízszeresére nőtt, és 1971-ben elérte az 5472 főt.
Az ötvenes években Zágráb egyik legfontosabb ipari övezete alakult ki Stenjevac területén Jankomirban. Olyan nagy gyárak és ismert vállalatok építettek itt üzemeket, mint például a Končar, a Jedinstvo, a Jugorapid, a Šavrić, a Kontinentalprijevoz, a Pismorad, a Risa és mások. Az utóbbi időben a korábbi nagy gazdasági egységek nagy részét egyre több kisebb magánvállalat váltotta fel, amelyek túlnyomórészt szolgáltatóiparban működnek.
Az ipari üzemek szomszédsága az 1980-as évekre radikálisan megváltoztatta a városnegyed képét, főként a Malešnicában és Španskoban történt rendkívül intenzív házépítésnek köszönhetően.
Az 1940-es évek második felében a mai Stenjevec még nem tartozott Zágráb városához. E terület egy részét csak 1949 végén, Stenjevec városrészként csatolták a városhoz. 1952-ben a városi körzeteket megszüntették és a mai Stenjevec részei, a mai Podsused - Vrapče városnegyed egyes részeivel együtt, az újonnan kialakult Stenjevec és Vrapče peremkerületi önkormányzatok részévé váltak. Jankomir, Opatovina és Stenjevec települései Stenjevec városnegyedhez tartoznak, Špansko pedig Vrapče részét képezte. Három évvel később megalakult Susedgrad önkormányzata, amely magában foglalta a mai Stenjevec és Podsused – Vrapče városnegyedeket, valamint Prečko települést, amely ma a Trešnjevka-jug városnegyed része. 1955-ben Susedgrad önkormányzatát hozzácsatolták Črnomerec önkormányzatához. A vasútállomástól északra fekvő Gajnice és Stenjevec egyes részei ma a Podsused-Vrapče városnegyedhez tartoznak.

## Nevezetességei
- Španskoi Fájdalmas Szűzanya templom
- Jankomiri Boldog Alojzije Stepinac kápolna
- Malešnicai Szeplőtelen fogantatás templom
- Stenjeveci Szűz Mária mennybevétele templom

## Kultúra
A KUD Stenjevec kulturális és művészeti egyesületet 1998-ban alapították. Az egyesületnek ma 50 aktív tagja van, akik több szekcióban (kórus, tambura szekció, szórakoztató zenekar, népi zenekar és néprajzi szekció) vesznek részt az egyesület munkájában. Az egyesület célja a térség kulturális örökségének, különösen Zágráb nyugati részének és a szomszédos térségeknek a régi dalainak, népviseletének és szokásainak megőrzése.

## Oktatás
A Stenjeveci általános iskola Ada Prica néven az 1960/61-es tanév kezdetén, szeptember 17-én nyitotta meg kapuit az iskola mai épületében, a Bolnička 92. szám alatt. 1992-ben Stenjevec Általános Iskola névre nevezték át. Az iskola valójában hosszú hagyományokkal rendelkezik, mivel gyökerei 1860-ig nyúlnak vissza, amikor Stenjevacban megnyitották az első általános iskolát, amely akkoriban az egyetlen ilyen iskola volt ezen a területen.

## Sport
NC Stenjevec labdarúgócentrum